# Лучинин, Олег Владимирович
Оле́г Влади́мирович Лучи́нин (1 июня 1935, Москва — 13 января 2021, Санкт-Петербург) — советский и российский кинооператор и режиссёр-документалист.

## Биография
Родился в Москве.
По окончании школы поступил на операторский факультет ВГИКа, руководитель мастерской — А. В. Гальперин. В качестве дипломной работы совместно с Валентином Железняковым снял на «Ленфильме» трёхчастёвую картину для детей «Тамбу-Ламбу» (1957), защита прошла в марте 1958 года. 
В том же году был принят на Ленинградскую студию кинохроники, поначалу получив тарификацию ассистента оператора, позже — оператора. Уже его первые самостоятельные работы для периодических киножурналов получили положительную оценку наряду с состоявшимися мастерами кинорепортажа старшего поколения.

В коротком сюжете (25—30 метров), занимающем на экране всего одну-две минуты, конечно, намного труднее, чем в газетной статье, рассказать о событии, да ещё передать его атмосферу. Здесь требуется большая зоркость и наблюдательность кинохроникёра, мастерство кинорепортажа, тщательное сценарное решение сюжета и, главное, страстность журналиста, лично заинтересованного в снимаемом.
Именно так в минувшем году снимали два молодых, только что окончивших ВГИК ассистента оператора — Юрий Колобков и Олег Лучинин.
— Владимир Михайлов об очерке о тринадцати советских воинах, спасших Калининград,
«Наш край» № 52 1958
Фильмы, над которыми в дальнейшем работал Лучинин, становились дипломантами и призёрами отечественных и зарубежных кинофестивалей. Помимо фильмов он является автором более 900 сюжетов для кинопериодики: «Ленинградская кинохроника», «Наш край», «Новости дня», «Пионерия», «По СССР», «Советская Карелия», «Советский воин», «Советский спорт», «Страна Советская», «Фитиль», а также спецвыпусков.
На Ленкинохронике (с 1968 года — Ленинградская студия документальных фильмов) проработал до 1994 года. 
В 1990 годы как режиссёр-оператор сотрудничал со студией НПЦ «Медвидео» при Военно-медицинской академии имени С. М. Кирова в Санкт-Петербурге, снимал документальные и учебные фильмы. С 1993 года вёл педагогическую практику.
В 2006 году в беседе с Петром Багровым поделился воспоминаниями об операторе Альфреде Доббельте, вместе с которым работал оператором на совместных съёмках в 1960 годах.
Член Союза кинематографистов СССР (Ленинградское отделение СК СССР), член Гильдии кинооператоров Союза кинематографистов России.
Скончался 13 января 2021 года.

## Фильмография
Оператор
- 1957 — Тамбу-Ламбу (совместно с В. Железняковым)[комм. 2]
- 1959 — Город одиннадцати веков (совместно с В. Глассом)[13]
- 1960 — Индонезия (совместно с В. Валдайцевым, К. Станкевичем)[14]
- 1960 — На стапелях Адмиралтейского (совместно с Ф. Овсянниковым)[15]
- 1960 — Настоящий хозяин
- 1960 — Спортивная юность (совместно с А. Доббельтом)
- 1961 — 12 Спартакиада Вооруженных сил (в соавторстве)[16]
- 1961 — Вторая родина (совместно с А. Фишманом)[17]
- 1961 — Они приближают будущее
- 1961 — Праздник песни
- 1962 — Внимание, старт!
- 1962 — Встреча с немецким другом (совместно с Я. Блюмбергом, С. Масленниковым)[18]
- 1963 — Бенни Гудман в СССР (совместно с Я. Блюмбергом, В. Гулиным, Е. Мезенцевым)[19]
- 1963 — Было их 39[комм. 3]
- 1964 — Имена их бессмертны
- 1964 — Навстречу морю[21]
- 1964 — От имени науки[22]
- 1965 — Дело Эрвина Шуле[23]
- 1965 — На страже мира
- 1965 — Не шутите с огнём
- 1965 — Рождены в Ленинграде
- 1965 — С тобой, Россия! (совместно с Г. Донцом, Н. Николаевым, Ф. Овсянниковым, А. Рейзентулом)[24]
- 1965 — Счастья тебе, человек
- 1966 — Путешествие гигантов[25]
- 1967 — Переславль–Залесский, колыбель русского флота[26]
- 1968 — Позабыть нельзя[27]
- 1968 — Праздник, который всегда с нами (совместно с А. Павловым, А. Рейзентулом)[28]
- 1968 — Российская рапсодия (в соавторстве)[29]
- 1968 — Тургенев[30]
- 1968 — Ярославский сувенир
- 1969 — Карелия (совместно с В. Селицким)[31]
- 1970 — Калуга — колыбель космонавтики[32]
- 1971 — Большие сражения на маленькой доске[33][комм. 4]
- 1971 — Ленинградский Дом дружбы[34]
- 1971 — Репортаж из кабинета[35]
- 1973 — Большой хлеб России (совместно с К. Станкевичем, Ю. Орловым)[36]
- 1973 — В хоккей играют настоящие мужчины (совместно с Ю. Николаевым)[37][комм. 5]
- 1974 — Иван Декун — ленинградский рабочий[38]
- 1974 — Ленинградцы в борьбе за мир[39]
- 1975 — Инрыбпром-75 (совместно с О. Роменским)[40]
- 1975 — С песней по жизни[41]
- 1977 — Для тех, кто любит кино[42]
- 1977 — Корабли Алексея Чуева (совместно с Э. Шинкаренко, Ю. Заниным)[43][комм. 6]
- 1978 — Пока не поздно
- 1979 — Карельский фронт. Хроника и воспоминания (совместно с А. Гутманом)[44]
- 1979 — Международный туризм в СССР (совместно с М. Массом)[45]
- 1979 — Нет пьянству (совместно с Ю. Чижевским)[46]
- 1979 — Приграничная полоса[47]
- 1980 — Освобождение Кореи[48]
- 1981 — Военная присяга[49]
- 1981 — Гарантия
- 1981 — Докеры[50]
- 1981 — Красный Крест и молодёжь
- 1981 — Первый Прибалтийский. Хроника и воспоминания[51]
- 1981 — Скорая медицинская помощь (совместно с Ю. Чижевским)[52]
- 1981 — Союз нерушимый (совместно с В. Селицким)[53]
- 1981 — Чухломская кадриль
- 1982 — Четвёртый Украинский. Хроника и воспоминания[54]
- 1983 — Город Калинин (совместно с Н. Авруниным)[55]
- 1983 — Спасибо донору (совместно с Ю. Чижевским)[56]
- 1984 — Горки Ленинские[57]
- 1984 — Земное продолжение полёта (в соавторстве)[58]
- 1984 — Социальное страхование и профсоюзы в СССР[59]
- 1984 — Третий Украинский. Хроника и воспоминания[60]
- 1985 — Дать кровь — спасти жизнь! (совместно с Н. Авруниным)[61]
- 1985 — Дорогой Победы (совместно с С. Скворцовым)[62]
- 1986 — Забайкальский фронт. Хроника и воспоминания[63]
- 1986 — Страна Великого Октября (совместно с Ю. Чижевским)[64]
- 1986 — Технические виды спорта (совместно с Ю. Чижевским, В. Глазковым)[65]
- 1987 — В Союзе едином[66]
- 1988 — Бесценный дар донора[67]
- 1988 — Спортивные клубы рабочих (совместно с В. Глазковым)[68]
- 1989 — Наследники
- 1989 — По пути воина-освободителя[69]
- 1989 — СПИД! Предупредить распространение[70]
- 1989 — Хроника демонстрации (в соавторстве)[71]
- 1990 — Ещё раз о дедовщине
- 1990 — Человек — человеку[72]
- 1992 — По следам космических катастроф
- 1992 — Россия, Крым, флот

Режиссёр
- 1976 — Человек будет жить[73]
- 1977 — Для тех, кто любит кино[комм. 7]
- 1978 — Пока не поздно
- 1979 — Приграничная полоса (совместно с М. Серебренниковым)
- 1980 — Возвращение к жизни[комм. 8]
- 1981 — Гарантия
- 1981 — Красный Крест и молодёжь[комм. 9]
- 1981 — Скорая медицинская помощь
- 1983 — Город Калинин
- 1983 — Спасибо донору
- 1984 — Социальное страхование и профсоюзы в СССР
- 1985 — Дать кровь — спасти жизнь
- 1985 — Дорогой Победы
- 1986 — Страна Великого Октября
- 1986 — Технические виды спорта
- 1987 — В Союзе едином
- 1988 — Бесценный дар донора
- 1988 — Спортивные клубы рабочих
- 1989 — СПИД! Предупредить распространение (совместно с Л. Борзуновой)
- 1990 — Человек — человеку
- 1992 — По следам космических катастроф
- 1992 — Россия, Крым, флот

## Награды
- нагрудный значок «Отличник кинематографии СССР» (Госкино)[1];
- медаль Н. И. Пирогова — «За заслуги в гуманной деятельности Союза обществ Красного Креста и Красного Полумесяца СССР»[1];
- медаль «Ветеран труда»[1].

## Комментарии
1. ↑  Выпуску № 8 киножурнала «Советский спорт» за 1972 год присуждён приз на IV Всесоюзном кинофестивале спортивных фильмов в Одессе[1].
2. ↑  «Тамбу-Ламбу» — призёр XI Биенале в Венеции и Международного Конгресса киношкол (1959)[1].
3. ↑  Фильму «Было их 39» (1963) присуждена 1 премия на I Всесоюзном кинофестивале в Ленинграде (1964)[20], а также приз Союза кинематографистов СССР на фестивале документальных фильмов в Киеве (1964)[1].
4. ↑  Фильм «Большие сражения на маленькой доске» (1971) — призёр IV Всесоюзного кинофестиваля спортивных фильмов в Одессе (1972) — «За творческий поиск»[1].
5. ↑  Фильму «В хоккей играют настоящие мужчины» (1973) присуждена медаль Олимпийского комитета Италии на XXX МКФ спортивных фильмов в Кортина-д’Ампеццо (1974)[1].
6. ↑  Фильм «Корабли Алексея Чуева» (1977) в том же году получил приз на IV заводском смотре-конкурсе произведений Ленинградских кинематографистов, а также приз фестиваля фильмов о рабочем классе в Ярославле[1].
7. ↑  Фильму «Для тех, кто любит кино» (1977) присуждён приз за лучший технико-пропагандистский фильм 1977 года[1].
8. ↑  Фильм «Возвращение к жизни» (1980) награждён Серебряной медалью IX Международного кинофестиваля Красного Креста и фильмов о здоровье в Варне (1981)[74].
9. ↑  Фильм «Красный Крест и молодёжь» (1981) награждён призом Международной Лиги Красного Креста на X Международном кинофестивале Красного Креста и фильмов о здоровье в Варне (1983)[1].